# Moroziwka (rejon starokonstantynowski)
Moroziwka (ukr. Морозівка, pol. hist. Łaszki) – wieś na Ukrainie w rejonie starokonstantynowskim obwodu chmielnickiego na Wołyniu.
Miejscowość opisana jako Łaszki w Dziejach rezydencji na dawnych kresach Rzeczypospolitej autorstwa Romana Aftanazego.

## Historia
Pierwsze wzmianki o Łaszkach pochodzą z XVI wieku. W tym czasie wieś należała do rodziny Łaszczów, od których prawdopodobnie wzięła swoją nazwę. W XVII wieku przeszła w ręce rodziny Głębockich.
W XIX wieku Łaszki były częścią powiatu starokonstantynowskiego w guberni wołyńskiej Imperium Rosyjskiego. W Słowniku geograficznym Królestwa Polskiego i innych krajów słowiańskich pod koniec XIX wieku opisano Łaszki jako wieś należącą do gminy Resznówka i posiadłość Jana Głębockiego.
W okresie I wojny światowej i po rewolucji październikowej Wołyń stał się terenem walk i pogromów. Jak wspomina Zofia Kossak w swojej książce Pożoga. Wspomnienie z Wołynia 1917-1919, Łaszki jako jedne z pierwszych w okolicy padły ofiarą pogromu, którego dopuścili się żołnierze czugujewskiego pułku ułanów stacjonujący w pobliskich Semerynkach.
W okresie międzywojennym Łaszki znajdowały się w II Rzeczypospolitej, w województwie wołyńskim, w powiecie starokonstantynowskim, w gminie Resznówka.
Po II wojnie światowej Wołyń został włączony do Ukraińskiej SRR. W późniejszym okresie wieś otrzymała nazwę Moroziwka. Od 1991 roku znajduje się w niepodległej Ukrainie.

### Mapy historyczne
Na terenie obecnego zachodu Ukrainy, w tym rejonu Łaszek, dostępne są wojskowe mapy topograficzne z lat 1924–1939. Mapy te zostały wydane w skali 1:100 000 (1 cm – 1 km) przez Wojskowy Instytut Geograficzny w Warszawie. Przykładem jest arkusz KRASIŁÓW, oznaczony godłem Pas 50 Słup 44 (A50 B44) i numerem 4760, wydany w 1931 roku. Mapa ta jest dostępna w Archiwum Map WIG.

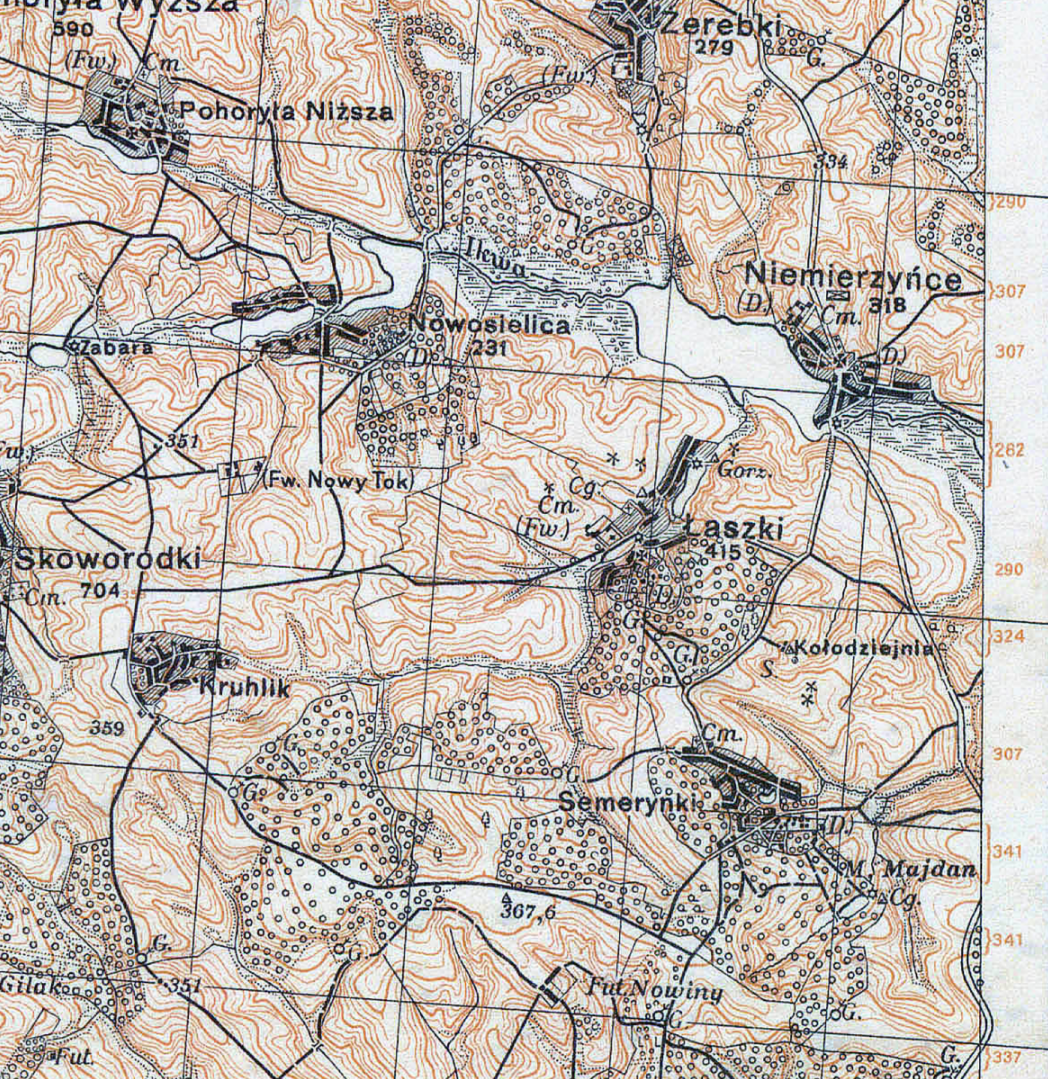
Fragment wojskowej mapy taktycznej Wołynia, Łaszki i okolice, wydanej przez WIG w Warszawie w okresie międzywojennym (skala 1:100 000).

### Pałac
W Łaszkach znajdował się pałac wybudowany przez Głębockich w 1849 roku. Pałac położony był w parku na wzgórzu. Charakteryzowała go wieża z dachem mansardowym. Z pałacem łączyła się kolumnada prowadząca do starego dworu. Został opisany w Dziejach rezydencji Romana Aftanazego.

Bo śliczne, stare Łaszki pierwsze w naszej okolicy padły ofiarą pogromu. Rozpoczęli go żołnierze z ułańskiego, czugujewskiego pułku, stojącego kwaterą w pobliskich Semerynkach. Ów pułk czugujewski, mający kiedyś dobrą opinię wśród wojska był wtedy na wskroś zdemoralizowaną i zbolszewiczałą bandą